# Мороз Микола Олександрович
Микола Олександрович Мороз (нар. 19 грудня 1992, Полтава) — український волейболіст, догравальник, діагональний нападник, гравець команди «Локомотив Збірна Харківської області-1» м. Харків.

## Життєпис
Народжений 19 грудня 1992 року.
За свою професійну кар'єру грав, зокрема, у клубах «Локомотив» (Київ), «Імпексагро Спорт Черкаси», «Хімпром» (Суми), «Локомотив» (Харків), польському «АЗС Ченстохова» (AZS Częstochowa 2016—2017), ліванському «Mechmech» (2017—2018), «Фавориті» (2018—2019), «Маккабі» (Ашдод), «Житичах» (Житомир), «Дагестані» (Махачкала).
У сезоні 2021—2022 є гравцем команди «Локомотив Збірна Харківської області-1» м. Харків.
Майстер спорту України міжнародного класу (2015).